# نیروگاه هسته‌ای سن-البان
نیروگاه هسته‌ای سن-البان (به فرانسوی: Centrale nucléaire de Saint-Alban) یک نیروگاه هسته‌ای در فرانسه است که در Saint-Alban-du-Rhône واقع شده‌است.